# Hervekaas

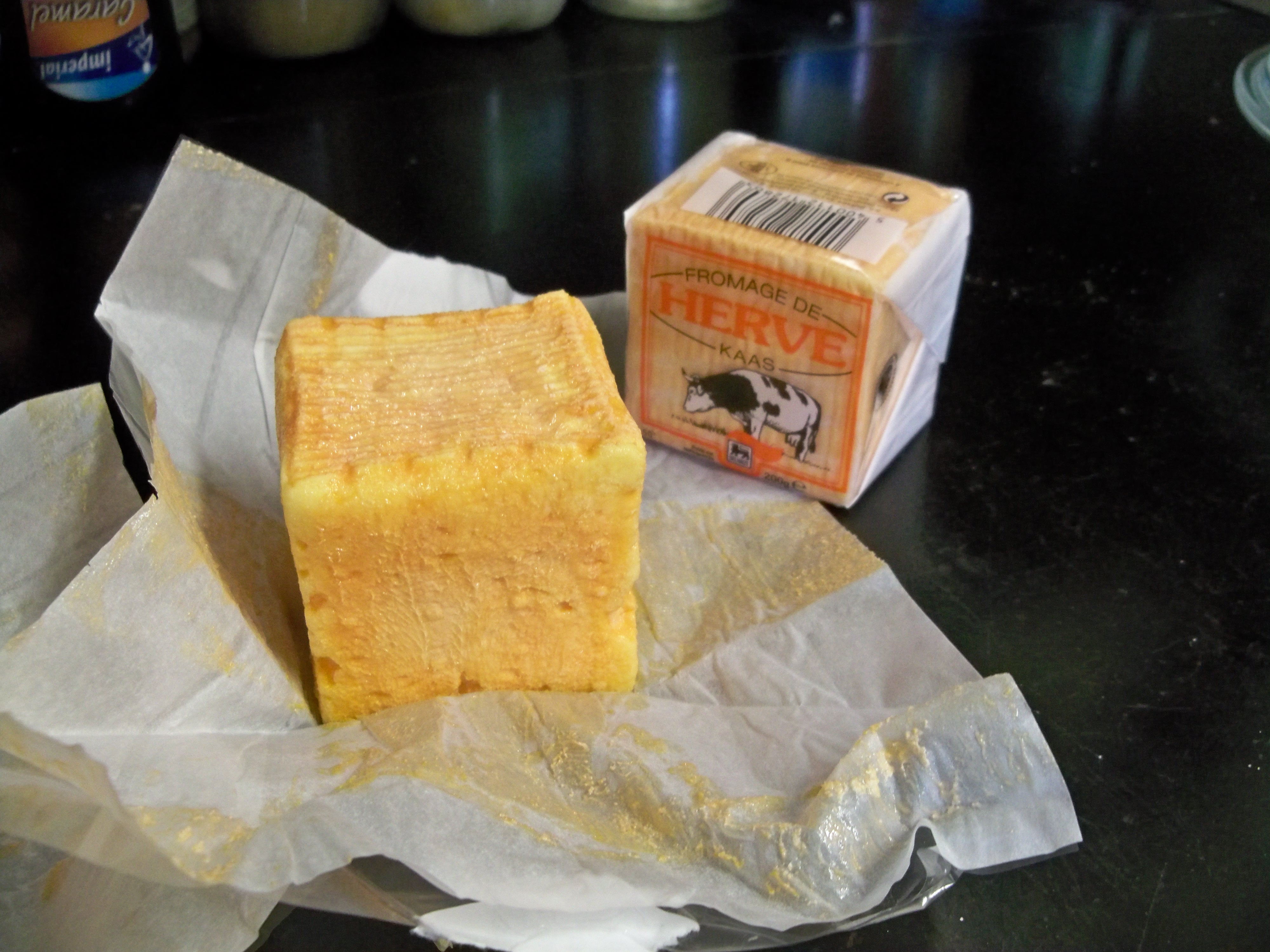
Hervekaas

Hervekaas of Herfse kaas (Frans: Fromage de Herve) of Limburgse kaas is een (oorspronkelijk) Limburgse oude kaas die sinds de 15e eeuw wordt gemaakt in het Land van Herve. Het vierkante kaasje heeft een indringende geur en wordt daarom (Herfse of Limburgse) stinkkaas genoemd. Dezelfde kaas werd vroeger ook in Maastricht en omgeving gemaakt. Hier werd en wordt meestal de naam Rommedoe (naar Remoudou) gebruikt.

## Beschrijving
De kaas heeft een vetpercentage tussen de 35 en 45%. Hij heeft een scherpe en sterke smaak, volgens traditie wordt de kaas met roggebrood, Luikse stroop en een kopje koffie gegeten. Herve is de aangewezen kaas om er de maaltijd mee af te ronden, samen met een glas wijn, een oude portwijn of bruin abdijbier. Sommige koks serveren de Hervekaas niet enkel op een kaasschotel (bijvoorbeeld Tartiflette met Hervekaas), maar gebruiken hem ook in de bereiding van salades, sauzen, en crèmes brûlées.
Er zijn 3 soorten Hervekazen: de zachte, de pikante (meer gezouten en met een langere rijping) en de Remoudou (rijker en met complexere aroma’s).
Omdat Herve in het oude hertogdom Limburg lag, wordt de kaas ook wel Limburgse kaas genoemd.
Later is deze kaas uitgezworven naar Duitsland. In Amerika denkt men bij het woord Limburger (zonder cheese erachter) aan de Limburgse kaas.
Hervekaas of Herfse kaas is een Europese beschermde oorsprongsbenaming, die namaak tegengaat. Kaas die onder deze naam wordt verkocht, mag hierom enkel worden bereid in het Land van Herve. De kaas heeft, volgens de originele aanvraag van de beschermde oorsprongsbenaming, "de vorm van een kubus of een parallellepipedum en een nettogewicht van 50, 100, 200 of 400 gram."

## Bereiding
Voor de bereiding van de kaas wordt verse melk gestremd met een scheutje lebmaagsap van een nuchter kalf. Nadat de stremming is uitgewerkt, wordt de wei van de dikke massa (de wrongel) gescheiden door deze te laten uitlekken. Vervolgens wordt hij lichtjes geperst en in vierkanten gesneden. Na kort drogen worden de kaasjes ondergedompeld in een pekelbad, waarna ze een rijping van 8 tot 10 dagen ondergaan terwijl ze dagelijks worden gekeerd en gewassen. Dit rijpingsproces is de belangrijkste fase omdat hierdoor de typische sterke geur en smaak  ontstaat door de roodbacteriën die in de kelder van de kaasmakerij aanwezig zijn en neerslaan op de kazen. Narijping gebeurt bij kamertemperatuur onder een glazen stolp.
Aan de Nederlandse zijde van de grens is er de verplichting in de Warenwet om een kaasmakerij te betegelen. Dit is een van de redenen waarom de kaas in het zuidelijkste deel van Nederlands Zuid-Limburg niet of nauwelijks meer wordt gemaakt.

## Trivia
- In Maastricht was in de jaren 1970 een cabaretgroep actief onder de naam Rommedoe, die acteerde in het Maastrichts.
- De Russische dichter Aleksandr Poesjkin verwijst in Jevgeni Onegin (een roman in verzen) naar de Hervekaas in vers 16 van hoofdstuk 1, regel 13: "Меж сыром лимбургским живым..." (tussen een levendige Limburgse kaas...)... in de culinaire beschrijving van een avond uit het mondaine leven van Jevgeni Onegin.